# Rueda de bicicleta

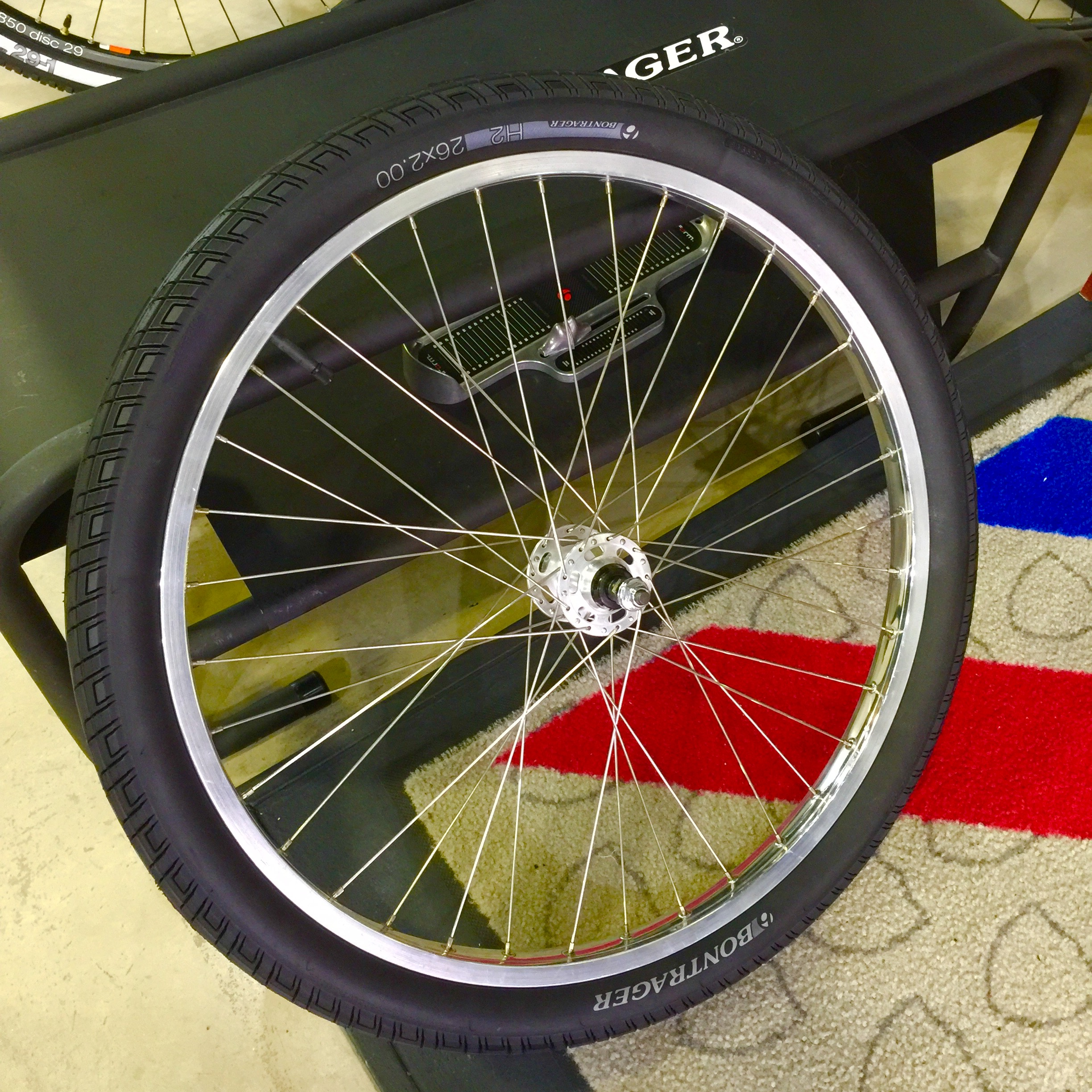
Rueda de bicicleta.

La rueda de bicicleta es una rueda diseñada para bicicletas. Está compuesta de un neumático de caucho, en cuyo interior va una cámara de aire (también de caucho) montado sobre una llanta, un buje central y los radios que conectan ambos.
Las bicicletas normales usan 36 radios. Para conseguir ruedas más ligeras se usan llantas y bujes de 32 radios, y para un tándem o una bicicleta de reparto se usan ruedas de 40 y hasta 48 radios. Los radios se pueden fijar radial o tangencialmente.
Cuanto más ligeras son las ruedas, más rápido es el manejo de una bicicleta y mayor su rapidez de aceleración. Por tanto, las bicicletas de carretera y las de pista tienen ruedas ligeras y finas y neumáticos estrechos, que mientras que las bicicletas de montaña, que se utilizan para saltar rocas y depresiones del terreno, usan ruedas más anchas y pesadas y neumáticos más robustos. Existen muchos matices intermedios en este espectro y, según el tipo de ruedas que utilice, una bicicleta puede tener características diferentes.

## Partes de la rueda

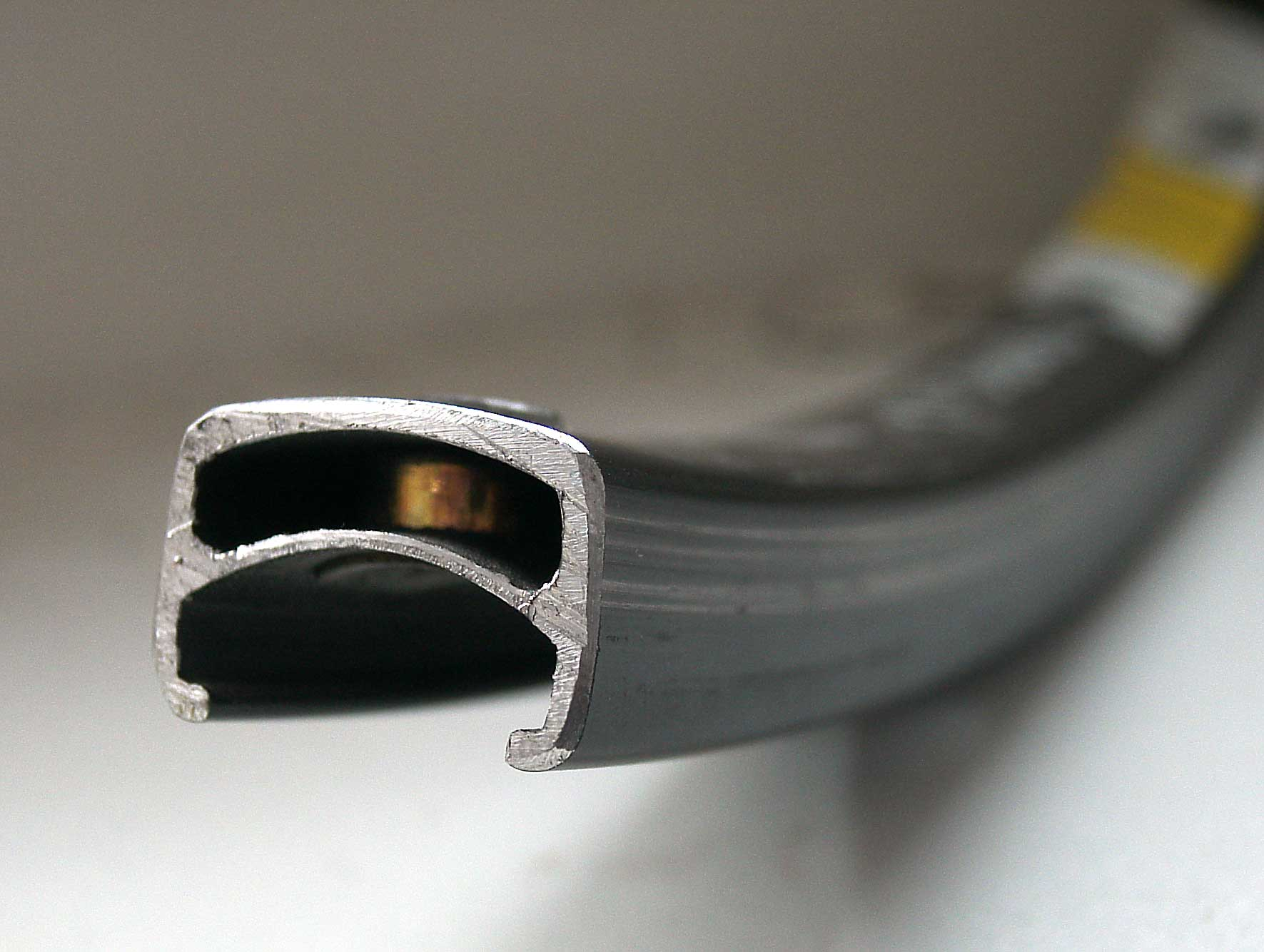
Llanta.

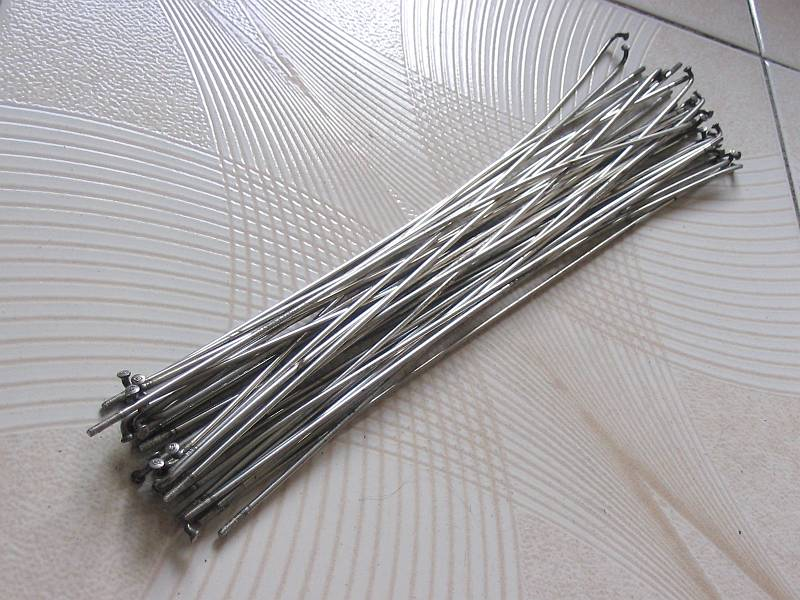
Radios.

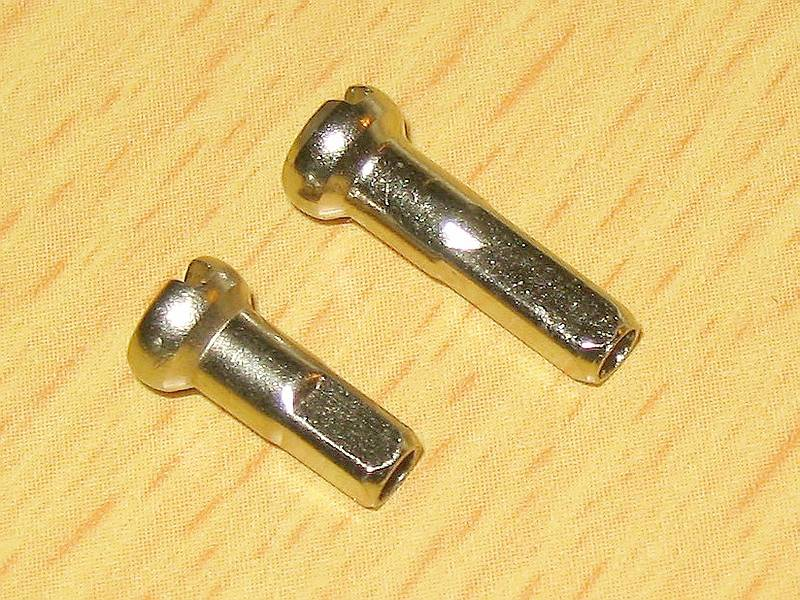
Cabecillas.

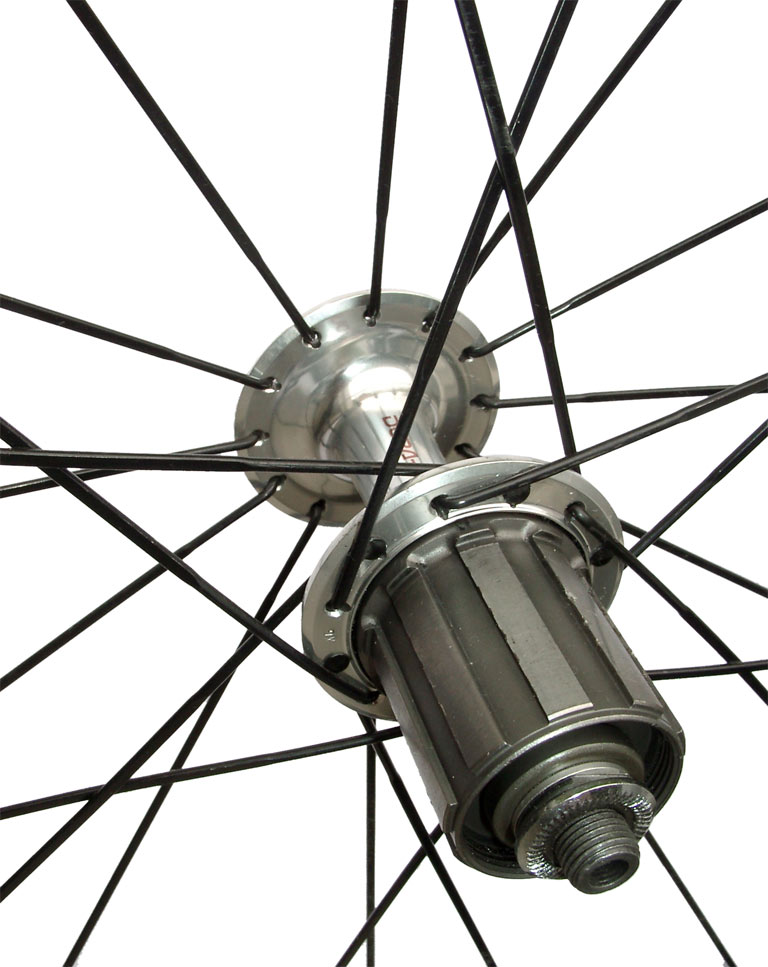
Un buje Shimano Dura-Ace.

Una típica rueda moderna tiene una llanta de aleación o fibra de carbono, un buje, radios bajo tensión, y un neumático de goma.

### Llanta
Las llantas metálicos de bicicletas son normalmente de aleación de aluminio, aunque hasta la década de 1980 la mayoría de llantas de bicicleta - con la excepción de las utilizadas en las bicicletas de carreras - estaban hechos de acero y termoplástico, y fueron históricamente hechas de madera.
Sobre la llanta se asienta un neumático.
Tipos de llantas:
Hay tres tipos principales de llantas.
- Llanta tipo Westwood que incorporan las clásicas bicicletas con frenos de varilla, hoy en día se utilizan en bicicletas contemporáneas tradicionales con freno de tambor y contrapedal.
- Llanta tipo Sprint para neumáticos tubulares, generalmente usados en bicicletas de pista.
- Llanta tipo Endrick, como instaladas en las bicicletas deportivas de los años 1930-40-50, precursor de las modernas llantas con borde para freno de hoy en día.

|  |  |  |  |

### Buje
Un buje es la parte central de una rueda de bicicleta. Se compone de un eje, los rodamientos y el cubo del buje. El cubo del buje típicamente tiene 2 pestañas metálicas (flanges) a las que se puede enlazar los radios (rayos). Los bujes pueden ser de una sola pieza con cartucho de prensa o cojinetes libres o, en el caso de diseños más antiguos, las pestañas pueden ser colocadas por separado en un centro de buje.
En Latinoamérica, el buje también es conocido como «maza» o «bocina»[cita requerida]. En Brasil se le conoce como «cubo» al buje en su totalidad.
 Frenos de buje: 
Actualmente hay muchos bujes que tienen acoplamientos para frenos de disco. Los bujes solían formar parte integrante de los frenos «contrapedal».
Artículo relacionado: Frenos de buje
- Frenos de disco - un freno de disco consta de un plato circular "rotor"o disco unido al eje que se aprieta entre las pastillas de freno montada en calibradores que se fija a un lado de la horquilla de la rueda. El disco de freno se puede unir en una variedad de formas mediante tornillos o un anillo de cierre centralizado.

- Frenos de tambor - un freno de tambor tiene dos zapatas de freno que se expanden hacia el interior del cubo del buje. El montaje de freno de tambor trasero se utiliza a menudo en bicicletas tándem para complementar el freno de la llanta trasera y dar potencia de frenado adicional.

- Frenos de contrapedal - los frenos de contrapedal son un tipo particular de freno de tambor, que es accionado con presión aplicada a los pedales hacia atrás. El mecanismo se encuentra dentro de la carcasa del buje de la rueda.

Para obtener información sobre otros tipos de frenos de bicicleta ver el artículo completo sobre los sistemas de freno de la bicicleta.

### Radio
Un radio o rayo de una rueda es cada una de las barras que une rígidamente la zona central con la perimetral. El centro conecta con un eje. 
La disposición del enlazado de los radios puede ser radial, cruzada o mixta:

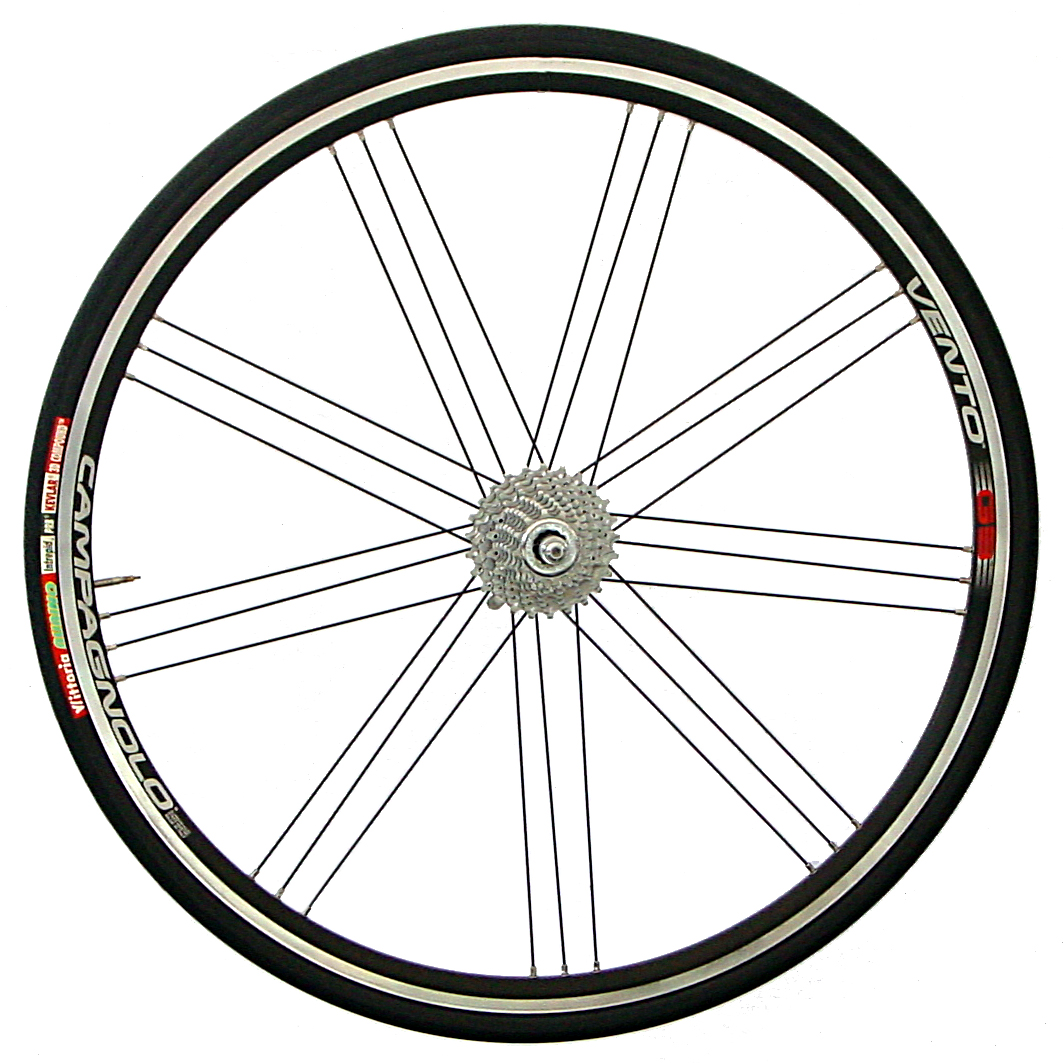
Rueda trasera de competición con entrelazado trillizo de radios Campagnolo "G3". Hay 18 radios tangenciales en el lado derecho, pero solo el 9 radiales en la izquierda.

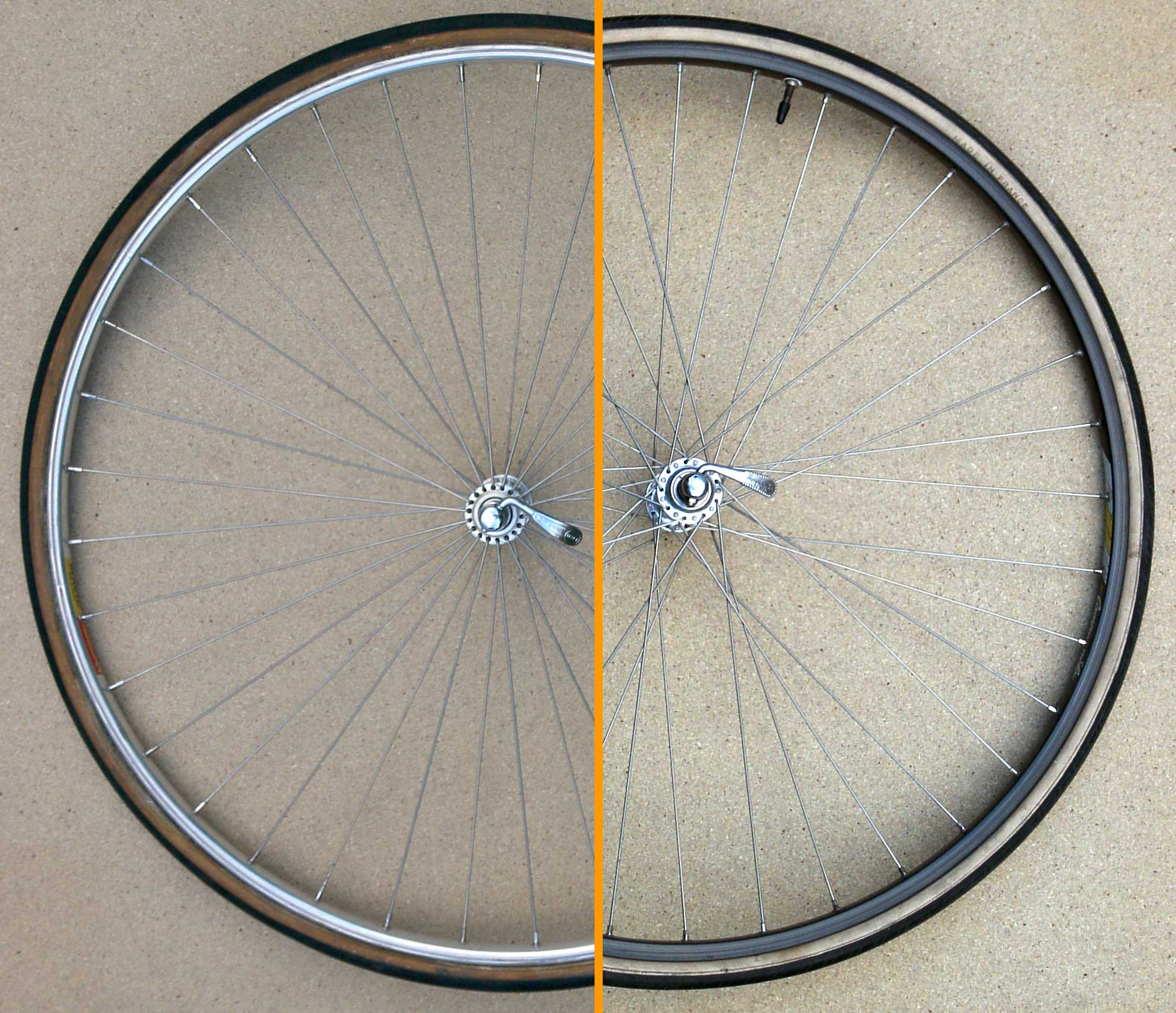
Dos tipos de enlazado de radios.

- Radial: Los radios radiales (rectos) atraviesan la distancia más corta posible entre el buje y la llanta, reduciendo así el peso, pero no transmiten bien el esfuerzo de torsión que se produce al frenar y acelerar. Las ruedas con radios radiales suelen utilizarse en bicicletas ultraligeras para pruebas contrarreloj.
- Cruzado: Los radios cruzados presentan tangentes al buje, creando así una palanca que permite al radio transmitir la torsión con menor esfuerzo que un radio radial.

### Neumático
Un neumático, también denominado «cubierta» en algunas regiones, es una pieza toroidal de caucho que se coloca en las ruedas de diversos vehículos y máquinas. Su función principal es permitir un contacto adecuado por adherencia y fricción con el pavimento, posibilitando el arranque, el frenado y el manejo. Hoy en día son cada vez más común neumáticos con la carcasa de la cubierta de arámido y Kevlar, lo que sustituye el aro de acero usado anteriormente en el punto de contacto entre la llanta y el neumático y así disminuye el peso, además de hacerlas más flexibles, permitiendo que sean plegables.

### Cámara de aire
Los neumáticos vienen «con cámara» y «sin cámara» (tubeless). Los «sin cámara» presentan un caucho especial en la parte interna, denominada forro (liner), que garantiza la retención del aire. Deben montarse en llantas apropiadas, utilizando válvulas especiales.

## Aspectos técnicos

### Tamaños
Véanse también: Marcas de tamaños
Los tamaños de las ruedas de bicicleta están estandarizados por la Organización Internacional de Normalización (ISO) y técnicos de la Organización Técnica Europea de Neumáticos y Llantas (ETRTO), definen un sistema moderno e inequívoca de designaciones y procedimientos de tamaño de medición para diferentes tipos de neumáticos y llantas en la norma internacional ISO 5775. 
En bicicletas de adulto, los dos tamaños más corrientes son las ruedas de 26 pulgadas (559mm), típicas de las bicicletas de montaña, y las de 700C (622mm), de mayor diámetro, que se usan en las bicicleta de carreras y en muchas bicicletas urbanas. Caso aparte lo constituyen las bicicletas plegables, que suelen usar ruedas de 16 o 20 pulgadas, para conseguir que queden más compactas, o las reclinadas, en las que, al menos la rueda delantera es pequeña (20 o 24 pulgadas).
En bicicletas infantiles, las más pequeñas, para niños a partir de 3 años y siempre con «ruedines» de apoyo, suelen llevar ruedas de 14 pulgadas, según van creciendo los niños pueden ir pasando por las de 16, 20 y 24 pulgadas. Previamente se puede utilizar la bicicleta de entrenamiento sin pedales, que también sirve para adquirir equilibrio y seguridad a la hora de andar.
En Latinoamérica el tamaño «grande» estándar para bicicletas de paseo o de campo no es de 700C (622mm) (que solo se usa para bicicletas de carrera) sino el 700B (635mm) de 28 pulgadas, aparentemente parecido pero no exactamente igual (es algo más grande).

### Sistemas tradicionales de tamaño
Los tradicionales sistemas de tamaño se basan en una medición del diámetro exterior de un neumático. Esto por lo general se mide en pulgadas (26", 28", etc) o en milímetros (650, 700, etc.)
Desafortunadamente, la evolución de los neumáticos y las llantas ha hecho estas mediciones perder contacto con la realidad. Así es como funciona: Vamos a empezar con el tamaño de 26 x 2,125 (ISO 54-559) que se hicieron popular en bicicletas pesadas con neumáticos «balón» a finales de los años 30 y sigue siendo común en las bicicletas playeras. Este neumático de tamaño está muy cerca de 26 pulgadas de diámetro real. Algunos ciclistas, sin embargo no estaban satisfechos con estos neumáticos, y querían algo un poco más ligero y más rápido. La industria respondió haciendo neumáticos «medianos», marcados 26 x 1,75 para ajustarse a la misma llanta. A pesar de que todavía se llaman «26 pulgadas», estos neumáticos son en realidad 25.5" no 26".
No obstante, un neumático 26 x 2 (ISO 50-559) mide ~ 26 pulgadas de diámetro, o sea; 559mm (22 pulgadas) diámetro de la llanta + (102mm) (4 pulgadas) del neumático a lo largo de la circunferencia = 26 pulgadas. 
Este mismo tamaño de llanta fue adoptada por los primeros pioneros con sus «klunkers» de la costa oeste de California y se convirtió en el estándar para bicicletas de montaña. 
Debido al apetito del mercado, se puede conseguir neumáticos tan estrechos como de 25mm para adaptarse a estas llantas, por lo que terminan con una rueda de 26 pulgadas que en realidad es de 24 pulgadas de diámetro.
En este caso cabe destacar también que neumáticos medianos y finos de un mismo diámetro total están disponibles en tamaños europeos, para el mediano correspondería el 26 x 1½" (ISO 40-584), que se encuentra en resurgimiento de popularidad y para el angosto 26 x 1⅜", (ISO 35-590), aunque en ambos casos la disponibilidad de llantas y neumáticos es limitada pero estable.
La ventaja de mantener un mismo diámetro es impedir alterar la geometría y el comportamiento de la bicicleta, así como la reducción de la altura del eje pedalier con respecto al suelo que hace más riesgoso pedalear en las curvas con el descenso del eje pedalier entre otros parámetros.
Las siguientas tablas son una lista parcial de los tamaños de ruedas tradicionales, con su código francés y sus equivalentes de asiento de talón ISO (punto de anclaje del neumático en la llanta).

### 28 pulgadas
Tradicionalmente hay de hecho 4 diferentes tamaños de ruedas de 28 pulgadas, que coinciden con 4 diferentes familias de tamaños de neumáticos 700, estos son 700, 700A, 700B y 700C. Las llantas más grandes de estos (ISO 647mm/642mm) con los neumáticos más estrechos ya no están disponibles.
| Tamaño (en fracción)                                 | Código francés | ISO   | Aplicación |
| ---------------------------------------------------- | -------------- | ----- | --- |
| 28 × 1¼                                              | 700            | 647mm | Bicicletas inglesas y neerlandesas antiguas / Bicicletas de pista antiguas |
| 28 × 1⅜                                              | 700A           | 642mm | La mayoría de bicicletas inglesas deportivas antiguas, casi extinta, disponible actualmente en las regiones de Asia Pacífico y el Medio Oriente. Denominación actual ISO 37-642 |
| 28 × 1½                                              | 700B           | 635mm | Bicicletas tipo roadster de procedencia inglesa, neerlandesa, china e india con frenos de varilla o tambor / Bicicletas clásicas tipo Path Racer de procedencia inglesa. Denominación actual ISO 40-635, manteniéndose en popularidad |
| 28 × 1¾ 28 × 1⅝ 28 × 1¼ 28 × 1⅛ 28 × ¾ 28 × 1,9/2,35 | 700C           | 622mm | ISO 47-622 (también 28 × 1.75), Bicicletas alemanas y norte europeas ISO 44-622 hasta ISO 32-622 (28 × 1⅝ hasta 28 × 1¼), tamaño tradicional para bicicletas urbanas ISO 28-622 hasta ISO 18-622 (28 × 1⅛ hasta 28 × ¾), para bicicleta de carreras, ruedas estrechas y el diámetro de la rueda es menor de 28 pulgadas Las ISO 50-622 (28 × 1,9) hasta ISO 59-622 (28 × 2,35), como un término de marketing para neumáticos anchos para bicicletas de montaña, son conocidos como 29 pulgadas por su diámetro mayor de la rueda |

### 26 pulgadas
La rueda comúnmente conocida como de 26 pulgadas (ISO-559 mm) con denominación de ancho decimal de neumático, (ejem. 26 x 2.00, 26 x 2.125 ...) tiene el tamaño utilizado en bicicletas de montaña y playeras.

#### Otros tamaños 26"
La típica rueda de 26 pulgadas (~650 mm) de diámetro exterior aproximado tiene una llanta de 559 mm (22.0").
No se trata, no obstante, de las únicas opciones. Hay cuatro «650» que miden 26 pulgadas, desde los neumáticos estrechos a los más anchos, todos miden el mismo diámetro.
| Tamaño  | Código francés | ISO   | Aplicación |
| ------- | -------------- | ----- | --- |
| 26 × 1¼ | 650            | 597mm | Bicicletas inglesas deportivas y de club / Schwinns 26 × 1 ⅜ (S-6) / Disponible actualmente en algunas regiones de Asia Pacífico y Estados Unidos |
| 26 × 1⅜ | 650A           | 590mm | La mayoría de bicicletas inglesas de 3 velocidades / Bicicletas económicas / Manteniéndose en popularidad |
| 26 × 1½ | 650B           | 584mm | Bicicletas clásicas francesas (domésticas, randonneurs y tándems) / Creciendo en popularidad Las 26 × 2; ISO 50-584 en adelante, como un controvertido término de marketing para neumáticos anchos para bicicletas de montaña, son conocidas como 27,5 pulgadas por su diámetro mayor de la rueda.   |
| 26 × 1¾ | 650C           | 571mm | Bicicletas de reparto inglesas / Schwinns 26 × 1 ¾ (S-7) / Disponible actualmente en algunas regiones Actualmente ISO 28-571, el tamaño es el mismo, son más estrechas y el diámetro de la rueda es menor, se construyen para el triatlón, contrarreloj y bicicletas de carretera de adulto pequeñas |

Anchuras de neumáticos y las correspondientes designaciones de anchura ISO puede variar, aunque el diámetro exterior de la rueda sigue siendo aproximadamente el mismo.

## Ruedas de bicicleta de montaña
Ruedas de bicicleta de montaña se describen por el diámetro aproximado exterior de la rueda.

### 26 pulgadas / llanta de 559 mm

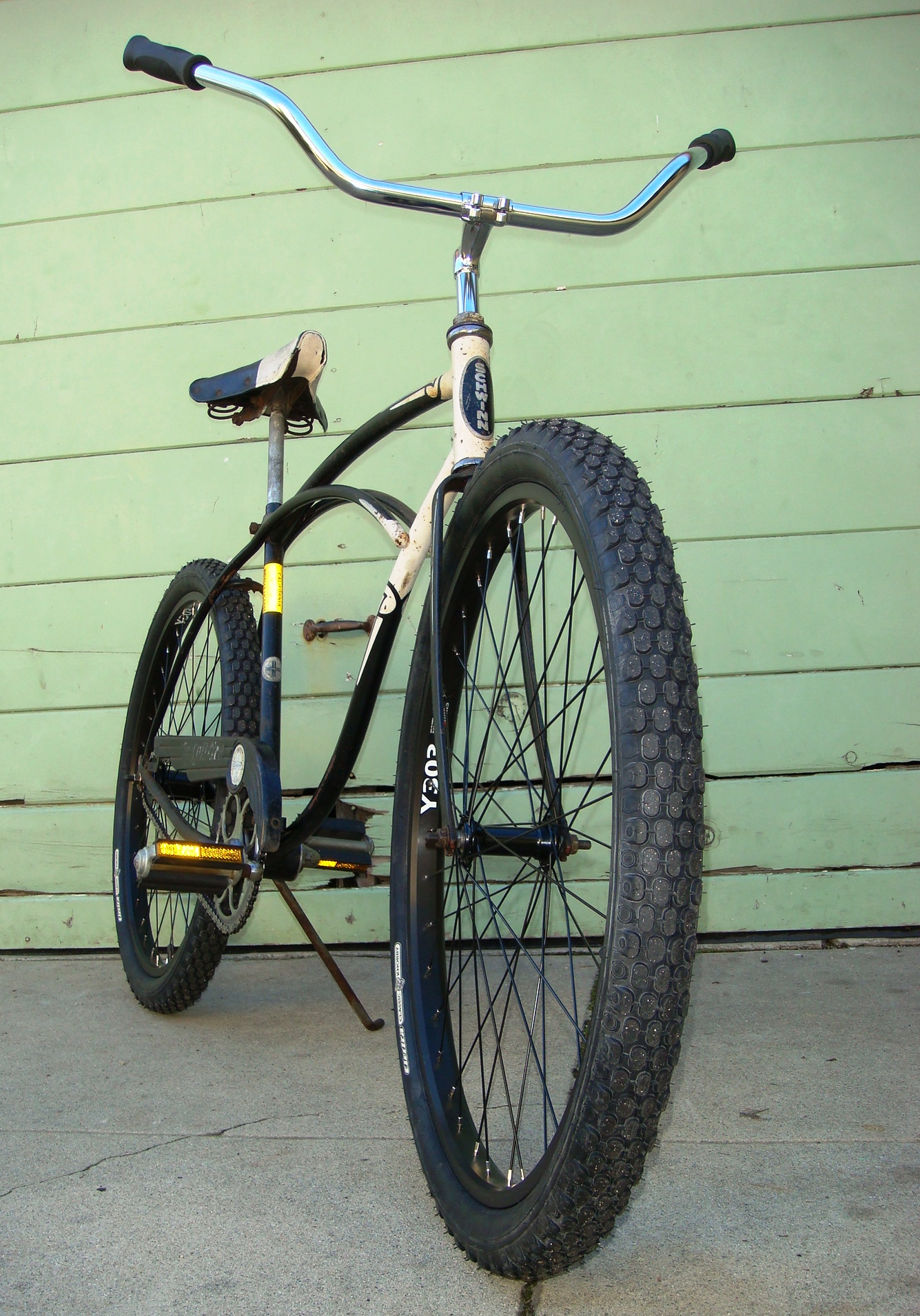
Rueda con neumático tipo nudoso (knobby) 26 × 2,125" en una de las primeras «bicicletas de montaña»

Las ruedas de la bici de montaña de 26 pulgadas son el tamaño más común para bicicletas de montaña.
Esta tradición se inició inicialmente debido a que los pioneros de la bici de montaña a principios adquieren las ruedas de sus primeras bicicletas de bicicletas fabricadas en Estados Unidos en lugar de los estándares europeos en uso.
Sus antecedentes fueron las ruedas con neumáticos de dos pulgadas tipo «balón» tamaño 26 × 2.125" a finales de los años 1930, y que siguen siendo común en las bicicletas playeras, este mismo tamaño de la llanta (559 mm) fue adoptada por los primeros pioneros de la costa oeste, «klunkers», y se convirtió en el estándar para bicicletas de montaña.
La típica llanta de 26 pulgadas tiene un diámetro de ISO-559 mm (22,0") y un diámetro de neumático exterior de aproximadamente 26" (665 mm).

### 27 ½ pulgadas / llanta de 584 mm
Un nuevo tamaño de ruedas para la bici de montaña son las de 27,5 pulgadas (o también conocidas como 650B,), que utilizan una llanta que tiene un diámetro de ISO-584 mm (23,0") y con neumáticos nudosos  (de tacos) de mayor volumen (~ 27,5 x 2,3 / ISO 58-584), son aproximadamente el punto medio entre el los estándares de 29 pulgadas (ISO-622 mm) y las tradicionales de 26 pulgadas (ISO-559 mm).

### 29 pulgadas / llanta de 622 mm
Las ruedas de 29 pulgadas, que se ajustan al estándar de rueda de las populares 700C (diámetro ISO-622 mm), son cada vez más populares, no solo para las bicicletas de ciclocrós, sino también a las bicicletas de montaña a campo traviesa. Su diámetro de la llanta de 622 mm es idéntica a la mayoría de las ruedas de carretera, híbridas, y las de cicloturismo, aunque por lo general son reforzadas para mayor durabilidad en conducción fuera de la carretera (off-road). El neumático promedio de bicicleta de montaña de 29 pulgadas tiene un diámetro exterior de aproximadamente 28,5" (714 mm).